# Wallace-Linie

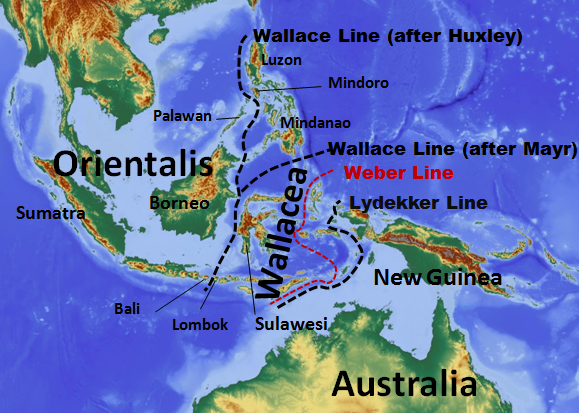
Verlauf der Wallace-Linie

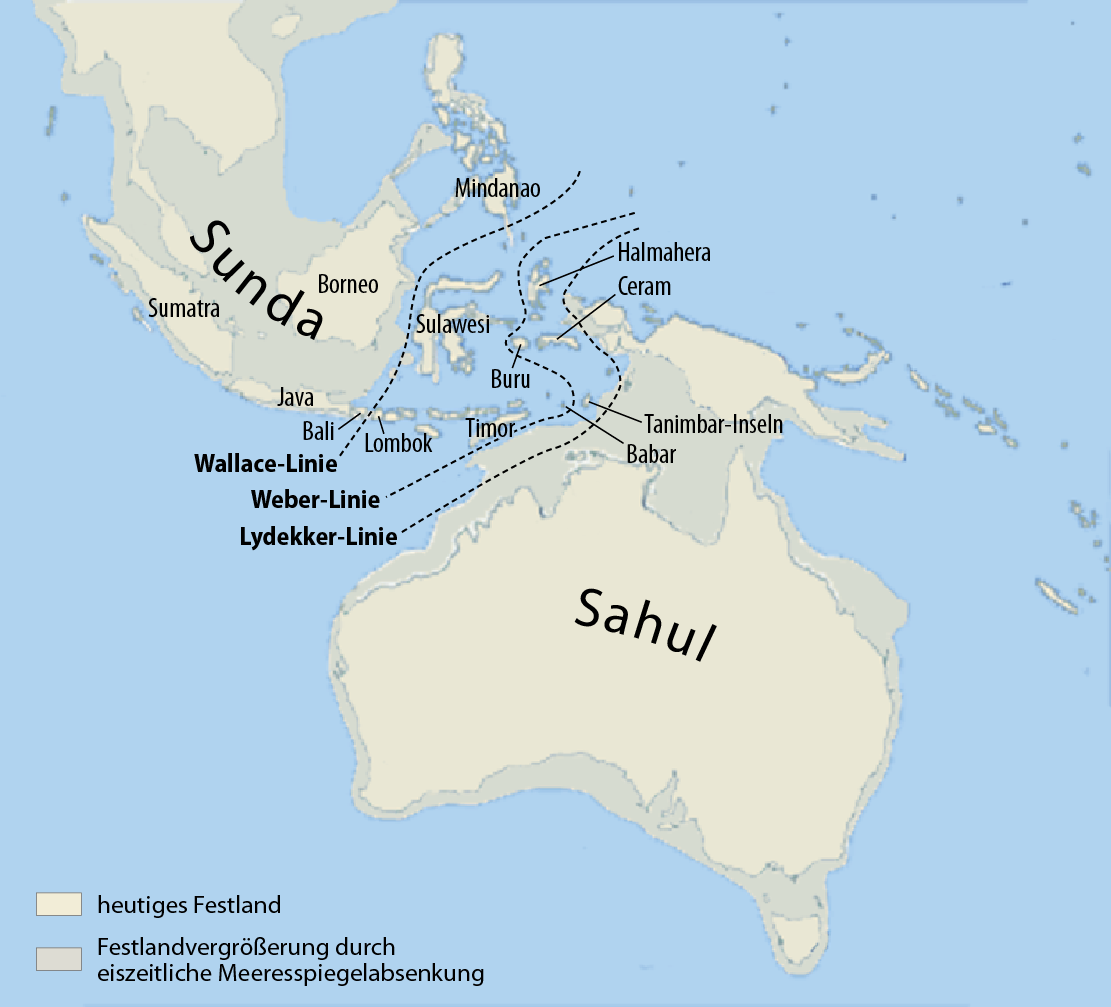
Die Wallace-Linie im Zusammenhang mit der eiszeitlichen Meeresabsenkung

Die Wallace-Linie ist die biogeografische Linie, die die weiteste Ausbreitung australischer Fauna auf dem Malaiischen Archipel angibt. Im Bereich der Sundainseln beginnt sie im Süden zwischen Bali und Lombok, verläuft zwischen Borneo und Sulawesi nach Norden und führt im Bereich des Philippinischen Archipels in zwei Varianten weiter: Die Mayr-Variante verläuft südlich dieser Inselgruppe, während die Huxley-Variante zwischen dem Hauptteil und der im Westen gelegenen Insel Palawan verläuft.
Die Wallace-Linie ist benannt nach dem Naturwissenschaftler Alfred Russel Wallace, der die Inseln zwischen 1854 und 1862 erforschte, und erhielt ihren Namen 1868 von Thomas Henry Huxley. Als erster Wissenschaftler hatte 1857 der Ornithologe Philip Lutley Sclater auf die Existenz und Lage dieser Linie hingewiesen.

## Wallacea
Die Wallace-Linie bildet zusammen mit ihrem Gegenstück, der Lydekker-Linie, die Grenzen der so genannten Wallacea,  welche das Übergangsgebiet zwischen asiatischer und australischer Fauna darstellt und damit zwischen Orientalis und Australis liegt. Die Lydekker-Linie gibt die weiteste Ausbreitung der asiatischen Fauna Richtung Australasien an und folgt dem Rand des australischen Schelfs (Sahulschelf). Die Wallacea umfasst ca. 346.000 km² und gehört zu den sogenannten Hotspots, Schlüsselregionen der Erde mit sehr großer Biodiversität, in denen Tiere und Pflanzen teils stark bedroht sind. Sehr viele Arten sowohl auf dem Land als auch im Meer sind hier endemisch, zum Beispiel Komodowaran, Mähnenhirsch, Hirscheber und Koboldmaki.
Innerhalb der Wallacea gibt die nach Max Wilhelm Carl Weber benannte Weber-Linie die Grenze an, östlich derer die australischen und westlich derer die asiatischen Formen dominieren. Sie wird von Ernst Mayr auch als Gleichgewichtslinie bezeichnet. Wird die Wallacea nicht gesondert ausgewiesen, etwa bei der Einteilung der Erde in zoogeographische Großregionen, bildet die Weber-Linie die Grenze zwischen Orientalis und Australis.

## Entstehung
Während der letzten Eiszeit waren im Westen die Inseln Sumatra, Java, Bali und Borneo, die auf dem Sunda-Sockel liegen, mit dem asiatischen Festland, im Osten die Inseln in der Nähe von Irian Jaya, die auf dem Sahul-Sockel liegen, mit dem australischen Festland verbunden. Der damalige Meeresspiegel war durch die Festlegung von Wassermassen in den Eisschilden im Maximum ca. 125 Meter niedriger als heute, wodurch die heutigen Schelfmeere Landbrücken bildeten.

## Die Entdeckung durch Wallace
Wallace schrieb auf Lombok, von Bali aus kommend:

„Ich sah hier zum ersten Male viele australische Formen, welche auf den Inseln weiter westlich ganz fehlen. Kleine weiße Kakadus kamen in Menge vor und ihr lautes Geschrei, ihre auffällige weiße Farbe und ihre hübschen gelben Helme machten sie zu einem in die Augen springenden Charakteristicum der Landschaft. Dies ist der westlichste Punkt der Erde, an dem Vögel aus dieser Familie gefunden werden. Einige kleine Honigsauger der Familie Ptilotis und die sonderbaren Hügelaufthürmer (Megapodius Gouldii) findet der nach Osten reisende Naturforscher auch hier zuerst. […] Auf der Insel Lombok, die durch eine Meeresenge von weniger als zwanzig Meilen Breite von Bali getrennt ist, erwartete ich natürlich einige dieser Vögel [von Bali] wieder zu treffen; aber während eines dreimonatigen Aufenthaltes daselbst sah ich niemals einen derselben, sondern fand eine total verschiedene Reihe von Arten, von denen die meisten nicht nur auf Java äußerst unbekannt waren, sondern auch auf Borneo, Sumatra und der Halbinsel Malaka.“

## Entsprechung im Bereich der Flora
Die pflanzengeographische Grenze, die derjenigen zwischen den Faunenreichen der Orientalis und Australis entspricht, ist diejenige zwischen den Florenreichen der Australis und der Paläotropis. Die Lage dieser Grenzlinie weicht markant von derjenigen bei der Fauna ab. Botanisch umfasst die Australis nur das australische Festland und wenige nahegelegene Inseln. Der gesamte Inselbogen zwischen Asien und Australien einschließlich der großen Insel Neuguinea ist in der floristischen Zusammensetzung der asiatischen Flora viel ähnlicher und wird dementsprechend zur Paläotropis gerechnet.